# Route nationale 183
Pour les articles homonymes, voir N183 et Route 183.
La route nationale 183, ou RN 183, est une ancienne route nationale française reliant Maintenon à Lattainville, commune située à 5 km environ au sud de Gisors.
À la suite de la réforme de 1972, elle est déclassée en RD 983 en plusieurs étapes.

## Tracé, départements et communes traversés

### Eure-et-Loir
- Maintenon (km 0)
- Nogent-le-Roi (km 8)
- Coulombs (km 10)
- Faverolles (km 15)

### Yvelines
- Paincourt, commune de Grandchamp (km 18)
- Condé-sur-Vesgre (km 24)
- Bourdonné (km 25)
- Gambais (km 28)
- Maulette (km 32)
- Le Saussay, commune de Richebourg (km 36)
- Orvilliers (km 41)
- Septeuil D 181 (km 45)
- Rosay D 181 (km 48)
- Leuze, commune de Villette (km 50)
- Vert (km 52)
- Mantes-la-Ville (km 56)
- Mantes-la-Jolie (km 57)
- Limay (km 60)
- Drocourt (km 68)

### Val d'Oise
- Aincourt (km 70)
- Arthies (km 73)
- Charmont (km 78)
- Magny-en-Vexin (km 80)

### Oise
- Montagny-en-Vexin (km 86)
- Beaugrenier, commune de Montjavoult (km 88)
- Lattainville (km 90)